# Dwayne Hickman
Dwayne Bernard Hickman (Los Ángeles, California, 18 de mayo de 1934-Ib., 9 de enero de 2022) fue un actor y ejecutivo estadounidense de televisión en CBS.

## Biografía
Es conocido por sus papeles de actor "adolescente" en sitcoms de televisión. Hickman es conocido por interpretar a Chuck MacDonald, el sobrino adolescente loco de Bob Collins (interpretado por Bob Cummings), en la serie de 1950, The Bob Cummings Show, y el personaje rubio en The Many Loves of Dobie Gillis.